# Rectolejeunea phyllobola
Rectolejeunea phyllobola là một loài Rêu trong họ Lejeuneaceae. Loài này được (Nees & Mont. ex Mont.) A. Evans miêu tả khoa học đầu tiên năm 1906.